# Centre Robert-Guertin
Das Centre Robert-Guertin ist eine Mehrzweckhalle in der kanadischen Stadt Gatineau, Provinz Québec. Das Centre Robert-Guertin wurde zwischen 1952 und 1957 erbaut und bietet bei Eishockeyspielen 4.906 Zuschauern Platz. Das Eishockeyteam der Olympiques de Gatineau, eine Mannschaft aus der LHJMQ, trägt dort seine Heimspiele aus.

## Nutzung
Das Centre Robert-Guertin ist seit 1973 die Spielstätte der Olympiques de Gatineau aus der LHJMQ. Im Jahr 1967 war die Arena kurzzeitig auch die Heimspielstätte der Ottawa 67’s (OHL), da deren heutige Arena, die TD Place Arena, noch im Bau befindlich war. Die Halle war bereits in den Jahren 1958, 1982 und 1997 Austragungsort des Memorial Cup.
Zudem wird die Halle für zahlreiche weitere Veranstaltungen wie Musikkonzerte und Sportveranstaltungen genutzt. Weiterhin gaben bereits zahlreiche Künstler und Bands wie Bryan Adams, Mötley Crüe, Backstreet Boys und Live dort ein Konzert.

## Wichtige Veranstaltungen (Auswahl)
- 1958: Memorial Cup
- 1982: Memorial Cup
- 8. Juni 1984: Mötley Crüe[1]
- 2. Januar 1997: Backstreet Boys[2]
- 1997: Memorial Cup
- 2001: Spiele der Frankophonie